# Sơn La
Sơn La est une ville de la région du Nord-ouest du Vietnam.
Elle est la capitale de la province de Sơn La.
À l'époque de Sip Song Chau Tai, Son La est un fort des Tai Dam,,